# L’Île-d’Elle
L’Île-d’Elle település Franciaországban, Vendée megyében. Lakosainak száma 1505 fő (2022. január 1.). L’Île-d’Elle Marans, Saint-Jean-de-Liversay, Le Gué-de-Velluire és Vix községekkel határos.

## Népesség
A település népességének változása:
| Lakosok száma | 1504 | 1551 | 1550 | 1520 | 1507 | 1501 | 1506 | 1508 | 1505 |
|               | 2013 | 2015 | 2016 | 2017 | 2018 | 2019 | 2020 | 2021 | 2022 |